# Bureau central de tarification
Pour les articles homonymes, voir BCT.
Le Bureau central de tarification (BCT) est une autorité administrative indépendante française.

## Mission
Le Bureau central de tarification a pour rôle exclusif de fixer le montant de la prime moyennant laquelle l'entreprise d'assurance intéressée est tenue de garantir le risque qui lui a été proposé. Il peut, dans les conditions fixées par décret en Conseil d'État, déterminer le montant d'une franchise qui reste à la charge de l'assuré. Cette action ne concerne que les assurances obligatoires, toutefois.
Le Bureau central de tarification saisit le représentant de l'État dans le département lorsqu'une personne assujettie à l'obligation d'assurance prévue à l'article L.1142-2 du code de la santé publique présente un risque d'assurance anormalement élevé. Il en informe le professionnel concerné. Dans ce cas, il fixe le montant de la prime pour un contrat dont la durée ne peut excéder six mois.
Il est habilité à prendre des mesures au sujet d’assurance responsabilité civile automobile depuis 1958, assurance construction depuis 1978, l'assurance des catastrophes naturelles depuis 1982 et l'assurance de la responsabilité civile médicale depuis 2002. La dernière extension de ses attributions remonte à 2015, ouvrant un cinquième champ de compétence à la responsabilité civile locative.

## Évolutions successives
Le BCT s'est constitué progressivement, au fil de l'extension de l'obligation d'assurance.
Le BCT a été créé, historiquement, autour de l'assurance automobile en 1958. Son acte de naissance est la loi no 58-208 du 27 février 1958 instituant une obligation d'assurance en matière de circulation de véhicules terrestres à moteur.
Le Bureau central de tarification construction (BCTC) a été créé par la loi Spinetta de 1978.
Le Bureau central de tarification des catastrophes naturelles (BCT cat' nat') a été créé en 1982.
Le Bureau central de tarification médical (BCTM) a été créé par la loi no 2002-303 du 4 mars 2002 relative au droit des malades et à la qualité du système de santé (Journal officiel du 5 mars 2003) soit l’article L.252-1 du code des assurances.
Le BCT RC locative, copropriétaires, syndicats de copropriétaires a été créé par le décret no 2015-518 du 11 mai 2015, l'étendant à la responsabilité civile locative, celle des copropriétaires et des syndicats de copropriétaires. Cette extension fait suite à l'instauration d'une nouvelle obligation d'assurance par la loi ALUR de 2014.

## Compositions
La composition du BCT est déterminé par l'article R.250-1 du code des assurances, article modifié par le décret de 2015.
Son Président est le professeur Laurent Leveneur. Il est choisi parmi les conseillers d'État, les conseillers à la Cour de cassation, les conseillers maîtres à la Cour des comptes ou les professeurs des disciplines juridiques des universités, en activité ou honoraires.
Chaque branche est représentée paritairement par des représentants d’assujettis à l’obligation d'assurance et d’assureurs, qui sont nommés pour une période de trois ans renouvelable.
Un commissaire du gouvernement, nommé par le ministre des finances, assiste à tous les débats.